# Sankt Ilgen
Sankt Ilgen är en ort i kommunen Thörl i distriktet Bruck-Mürzzuschlag i förbundslandet Steiermark i Österrike. 
Sankt Ilgen var tidigare en självständig kommun, men blev 1 januari 2015 en del av Thörl.